# Polskie Towarzystwo Onkologiczne
Polskie Towarzystwo Onkologiczne – medyczne stowarzyszenie naukowe zrzeszające onkologów, działające na podstawie przepisów ustawy z dnia 7 kwietnia 1989 r. Prawo o Stowarzyszeniach. 

## Charakterystyka
Powstało w 1921 r. pod nazwą Polski Komitet do Zwalczania Raka. W 1923 r. ukazał się pierwszy zeszyt czasopisma naukowego pod nazwą Biuletyn Polskiego Komitetu do Zwalczania Raka. W 1956 r. na okładce Biuletynu znalazła się informacja, że pismo jest organem Polskiego Towarzystwa Onkologicznego i Instytutu Onkologii. Była to prawdopodobnie data reaktywacji działalności stowarzyszenia po wojnie już pod nową nazwą - Polskie Towarzystwo Onkologiczne. W 2002 r. stowarzyszenie zostało zarejestrowane w Krajowym Rejestrze Sądowym.
Zajmuje się rozpowszechnianiem osiągnięć naukowych w dziedzinie onkologii oraz podnoszeniem poziomu świadomości społeczeństwa na temat chorób nowotworowych. Jego członkowie biorą czynny udział w tworzeniu i opiniowaniu standardów zapobiegania, diagnostyki i leczenia chorób nowotworowych oraz szkoleniu kadr medycznych w zakresie onkologii.
Funkcję przewodniczącego Zarządu Głównego kadencji 2018-2022 pełni dr hab. n. med. Adam Maciejczyk, dyrektor Dolnośląskiego Centrum Onkologii we Wrocławiu.
Członkowie Zarządu Głównego kadencji 2018-2022:
1. Prof. dr hab. n. med. Jacek Fijuth - Wiceprzewodniczący
2. Prof. dr hab. n.med. Jan Walewski - Wiceprzewodniczący
3. Dr n. med. Aleksandra Łacko - Skarbnik
4. Dr n. med. Agata Szulc - Sekretarz
5. Dr n.med. Joanna Didkowska
6. Prof. dr hab. n.med. Stanisław Góźdź
7. Prof. dr hab. n.med. Andrzej Kawecki
8. Prof. dr hab. n.med. Maciej Krzakowski
9. Prof. dr hab. n.med. Piotr Rutkowski
10. Prof. dr hab. n.med. Ewa Sierko

Siedziba stowarzyszenia mieści się w Narodowym Instytucie Onkologii im. Marii Skłodowskiej-Curie – Państwowym Instytucie Badawczym przy ul. W. K. Roentgena 5 w Warszawie.
Obecnie oficjalne czasopismo naukowe stowarzyszenia wydawane jest pod nazwą "Nowotwory. Journal of Oncology". Redaktorem Naczelnym czasopisma jest dr hab. n. med. Wojciech M. Wysocki, prof. nadzw.